# Rommen, Västergötland
Rommen är en sjö i Skara kommun i Västergötland och ingår i Göta älvs huvudavrinningsområde. Rommen ligger i Eahagen Natura 2000-område. Rommen rår sitt vatten från Hallavadsbäcken. Utflödet rinner ut i Ämten. Den 7,1 kilometer långa vandringsleden Eahagen-Öglunda ängar passerar sjön.